# Galambok, Zala
Galambok  este un sat în districtul Nagykanizsa, județul Zala, Ungaria, având o populație de 1.248 de locuitori (2011). 

## Demografie
Componența etnică a satului Galambok
     Maghiari (74,26%)
     Romi (21,38%)
     Germani (3,71%)
     Necunoscut (0,26%)
     Alții (0,4%)
Componența confesională a satului Galambok
     Romano-catolici (69,63%)
     Fără religie (6,89%)
     Reformați (5,77%)
     Luterani (1,12%)
     Necunoscută (15,79%)
     Atei (0,8%)
     Alte religii (0,88%)
Conform recensământului din 2011, satul Galambok avea 1.248 de locuitori. Din punct de vedere etnic, majoritatea locuitorilor (74,26%) erau maghiari, existând și minorități de romi (21,38%) și germani (3,71%). Apartenența etnică nu este cunoscută în cazul a 0,26% din locuitori.  Din punct de vedere confesional, majoritatea locuitorilor (69,63%) erau romano-catolici, existând și minorități de persoane fără religie (6,89%), reformați (5,77%) și luterani (1,12%). Pentru 15,79% din locuitori nu este cunoscută apartenența confesională.